# Капиревщинська волость
Капиревщинська волость — історична адміністративно-територіальна одиниця Духовщинського повіту Смоленської губернії з центром у селі Капиревщина.
Станом на 1885 рік складалася з 60 поселень, 38 сільських громад. Населення — 4695 осіб (2306 чоловічої статі та 2389 — жіночої), 588 дворових господарства.
|                     | Площа, десятин | У тому числі орної, дес. |
| ------------------- | -------------- | ------------------------ |
| Сільських громад    | 8946           | 6188                     |
| Приватної власності | 18186          | 1763                     |
| Іншої власності     | 176            | 91                       |
| Загалом             | 27308          | 8042                     |

Найбільше поселення волості станом на 1885:
- Капиревщина — садиба, православна церква, школа, 3 торжки. За 4 версти — православна церква. За 4 версти — православна церква, торжок. За 6 верст — православна церква, торжок, сироварний завод, постоялий двір. За 18 верст — православна церква, 2 торжки.